# Eglinton River
Der Eglinton River ist ein Fluss in der Region Southland auf der Südinsel Neuseelands.

## Geographie
Der Eglinton River entsteht aus dem Zusammenfluss des Eglinton River West Branch und des Eglinton River East Branch. Vom Zusammenfluss aus fließt er durch das Eglinton Valley im Fiordland National Park entlang des New Zealand State Highway 94, der Te Anau mit dem Milford Sound/Piopiotahi verbindet, zunächst in Richtung Südsüdwest, um dann in westlicher Richtung vom State Highway abzuweichen und unterhalb des Welcome Point an der Ostküste des Lake Ta Anau zu münden. Die Gesamtlänge des Eglinton River beträgt 24 km.
Der Fluss hat südlich von Knobs Flat einen heute isolierten Altarm gebildet, die Mirror Lakes.

### Quellflüsse
- Eglinton River West Branch, 25 km, Quelle: Lake Gunn, 44° 43′ 30″ S, 168° 4′ 49″ O
- Eglinton River East Branch, 24 km, Quelle: 44° 56′ 6″ S, 168° 7′ 43″ O